# 米尔斯陨石坑
米尔斯陨石坑(Mills)是月球背面赤道区一座古老的大撞击坑，约形成于酒海纪，其名称取自美国核物理学家马克·缪尔·米尔斯(Mark Muir Mills，1917年-1958年)，1970年被国际天文学联合会批准接受。

## 描述
该陨坑西侧邻近圣约翰环形山；西北偏北坐落着科尔许特环形山；范亨特陨石坑和帕帕列克西环形山分别位于它的东北和东侧；东南偏东和西南则为曼德尔施塔姆环形山和亨德森陨石坑。米尔斯陨石坑的中心月面坐标为8°32′N 155°44′E / 8.54°N 155.74°E，直径35.7公里，深度2公里。
该陨坑外观接近圆状，西北侧略向外突，整体磨损严重。陨坑侧壁平缓，沿边缘覆盖着很多小撞击坑；坑壁高出周边地形940米，内部容积约有710公里3。碗状的坑底相对平坦，表面散布着众多细小的月陨；从南侧内壁上延伸出一道伸向中心的小山脊。

## 卫星陨石坑

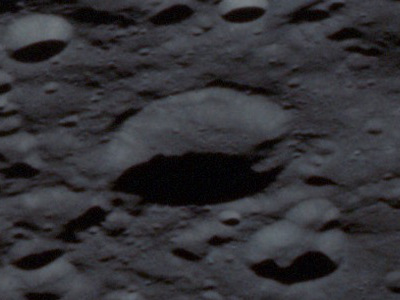
阿波罗13号拍摄的东向斜视图

按惯例，最靠近米尔斯陨石坑的卫星坑在月图上以字母标注在该坑中心点的旁边。

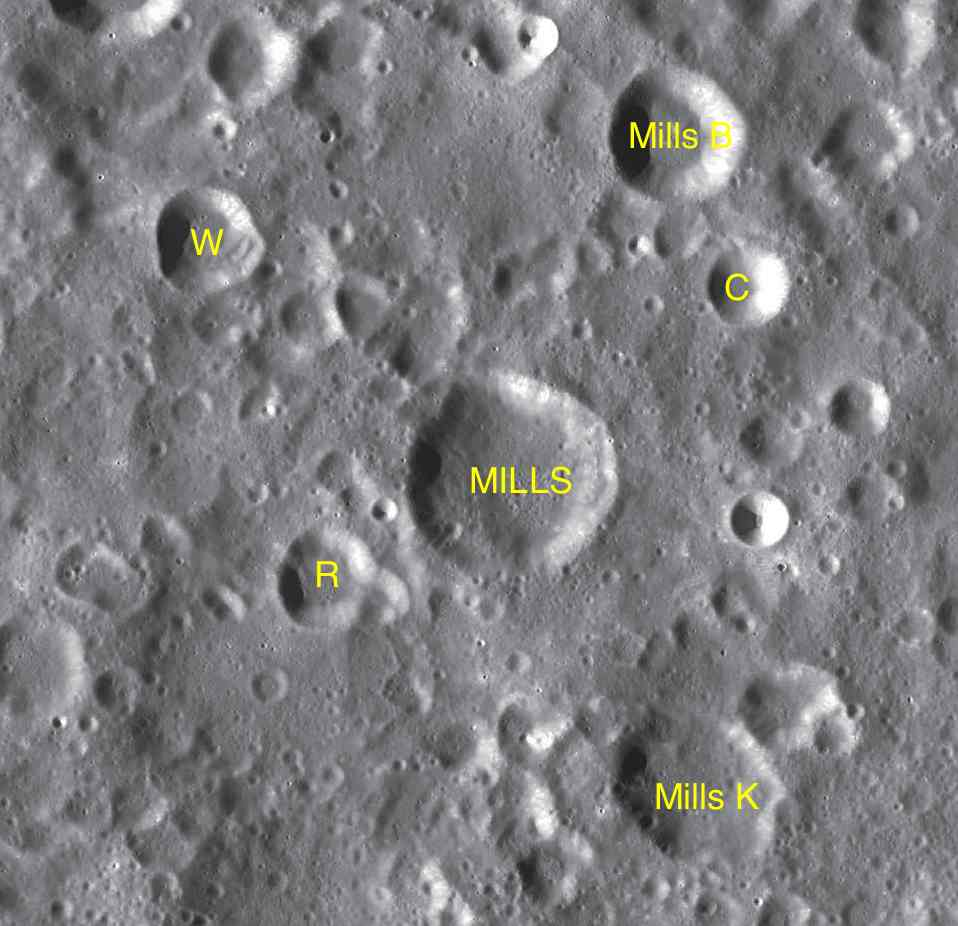
LAC-67 月面图。

| 米尔斯 | 纬度    | 经度     | 直径    |
| ------ | ------- | -------- | ------- |
| B      | 10.7° N | 156.9° E | 24 公里 |
| C      | 9.8° N  | 157.3° E | 14 公里 |
| K      | 6.8° N  | 157.0° E | 26 公里 |
| R      | 8.1° N  | 154.8° E | 19 公里 |
| W      | 10.0° N | 154.2° E | 18 公里 |